# ألبرتو ألفارادو
ألبرتو ألفارادو (بالإسبانية: Alberto Alvarado Morín)‏ هو لاعب كرة قدم مكسيكي في مركز الهجوم، ولد في 4 أكتوبر 1988 في Múzquiz Municipality ‏ في المكسيك. لعب مع نيمان غرودنو.

## وصلات خارجية
- ألبرتو ألفارادو على موقع قاعدة بيانات كرة القدم.إي يو (الإنجليزية)
- ألبرتو ألفارادو على موقع Soccerway.com (الإنجليزية)